# Mourad III Bey
Mourad III Bey (arabe : أبو الظفر مراد الثالث بن علي باي), né en 1680 et assassiné le 9 juin 1702, est bey de Tunis, dernier représentant de la dynastie des Mouradites, de 1699 à sa mort. Il est le fils d'Ali Bey.

## Biographie

### Jeunesse difficile
Après la mort de son père Ali Bey, assassiné par son frère Mohamed Bey El Mouradi, il est adopté par celui-ci puis par son autre oncle, Romdhane Bey : ce dernier le soupçonne de comploter pour le renverser, le met en prison puis demande qu'on lui crève les yeux.
Le jeune prince parvient à s'évader avant cette peine et à se réfugier dans la région montagneuse du Djebel Ousselat. Il prend la tête d'un groupe de rebelles et, entouré de ses partisans, prend Kairouan, marche sur Tunis et chasse son oncle du palais du Bardo ; il le fait exécuter loin de Tunis et se fait élire bey par le diwan le 16 mars 1699.

### Bey sanguinaire
Arrivé au pouvoir, celui-ci n'a qu'un seul but : éliminer ses ennemis qui ont tenté de l'éloigner du pouvoir. En raison de sa grande cruauté, illustrée par les multiples exécutions dont il est l'instigateur, les Tunisiens le surnomment Mourad bou bala, bala désignant un large sabre turc. Il laisse le souvenir d'un souverain sanguinaire et violent ; Ibn Abi Dhiaf et les chroniqueurs de l'époque relatent les multiples actes de sauvagerie commis par Mourad III comme le déterrement des dépouilles de ses oncles Mohamed et Romdhane, sur lesquelles il tire avec son mousquet, ou l'assassinat de ses opposants avec leurs familles entières. La ville de Kairouan, qui l'avait mal reçu lors de sa fuite, est assiégée et mise à sac par les tribus du makhzen en 1699. Sur un autre front, il parvient à poursuivre les Algériens sur leur sol et attaque Constantine en 1701, en représailles de l'attaque de Tunis par la milice d'Alger en 1694. Il décide de répéter son exploit et de prendre Constantine définitivement une fois les renforts arrivés ; Ibrahim Cherif, son lieutenant, de retour d'une mission de recrutement de janissaires à Istanbul, est chargé par le gouvernement ottoman de mettre fin à ses exactions.
Mourad III Bey est assassiné le 2 juin 1702 dans son carrosse, sur les bords de l'oued Zarga près de la frontière tuniso-algérienne, par Ibrahim Cherif qui prend le pouvoir et décime la dynastie mouradite : il fait ainsi assassiner tous les princes mouradites survivants dès son retour à Tunis.

## Culture populaire
Une pièce de théâtre écrite en 1960 par Habib Boularès relate la vie de ce souverain, avec Aly Ben Ayed jouant le rôle de Mourad III.